# Millesviks socken
Millesviks socken i Värmland ingick i Näs härad, ingår sedan 1971 i Säffle kommun och motsvarar från 2016 Millesviks distrikt.
Socknens areal är 34,71 kvadratkilometer varav 34,51 land. År 2000 fanns här 137 invånare. Sockenkyrkan Millesviks kyrka ligger i socknen.   

## Administrativ historik
Socknen har medeltida ursprung.
Vid kommunreformen 1862 övergick socknens ansvar för de kyrkliga frågorna till Millesviks församling och för de borgerliga frågorna bildades Millesviks landskommun.  Landskommunen uppgick 1952 i Värmlandsnäs landskommun som 1971 uppgick i Säffle kommun. Församlingen uppgick 2010 i Södra Värmlandsnäs församling.
1 januari 2016 inrättades distriktet Millesvik, med samma omfattning som församlingen hade 1999/2000.  
Socknen har tillhört län, fögderier, tingslag och domsagor enligt vad som beskrivs i artikeln Näs härad. De indelta soldaterna tillhörde Värmlands regemente och Näs kompani.

## Geografi
Millesviks socken ligger på södra delen av Värmlandsnäs med Vänern och en skärgård i väster. Socknen är en flack öppen odlingsbygd med skogsbygd däromkring.
I socknen finns Millesviks skärgårds naturreservat och gårdarna Hjälleskate, Kårud, Stegelsrud samt Hövik.

## Fornlämningar
Från stenåldern finns en hällkista. Från bronsåldern finns spridda gravrösen. Från järnåldern finns sex gravfält och en fornborg. En offerkälla, Sankt Laurentius källa, finns nära kyrkan.

## Namnet
Namnet skrevs 1330 Midilsvik och 1347 Myldeswik. Namnet har äldst troligen avsett Kalvöviken vid kyrkan. Föreldens tolkning är olkar.

## Personer från bygden
Esaias Tegnérs fader, som också hette Esaias Tegnér, var kyrkoherde i församlingen och avled där den 10 februari 1792.

## Befolkningsutveckling
| Befolkningsutvecklingen i Millesviks socken 1750–1990                                                    | Befolkningsutvecklingen i Millesviks socken 1750–1990 | Befolkningsutvecklingen i Millesviks socken 1750–1990 | Befolkningsutvecklingen i Millesviks socken 1750–1990 | Befolkningsutvecklingen i Millesviks socken 1750–1990 |
| --- | ----------------------------------------------------- | ----------------------------------------------------- | ----------------------------------------------------- | ----------------------------------------------------- |
| |                                                       |                                                       |                                                       |                                                       |
| År |                                                       |                                                       | Folkmängd                                             |                                                       |
| 1750 | 1750                                                  |                                                       | 354                                                   |                                                       |
| 1760 | 1760                                                  |                                                       | 403                                                   |                                                       |
| 1769 | 1769                                                  |                                                       | 396                                                   |                                                       |
| 1780 | 1780                                                  |                                                       | 459                                                   |                                                       |
| 1790 | 1790                                                  |                                                       | 428                                                   |                                                       |
| 1800 | 1800                                                  |                                                       | 511                                                   |                                                       |
| 1810 | 1810                                                  |                                                       | 458                                                   |                                                       |
| 1820 | 1820                                                  |                                                       | 490                                                   |                                                       |
| 1830 | 1830                                                  |                                                       | 493                                                   |                                                       |
| 1840 | 1840                                                  |                                                       | 574                                                   |                                                       |
| 1850 | 1850                                                  |                                                       | 660                                                   |                                                       |
| 1860 | 1860                                                  |                                                       | 765                                                   |                                                       |
| 1870 | 1870                                                  |                                                       | 708                                                   |                                                       |
| 1880 | 1880                                                  |                                                       | 707                                                   |                                                       |
| 1890 | 1890                                                  |                                                       | 576                                                   |                                                       |
| 1900 | 1900                                                  |                                                       | 476                                                   |                                                       |
| 1910 | 1910                                                  |                                                       | 388                                                   |                                                       |
| 1920 | 1920                                                  |                                                       | 386                                                   |                                                       |
| 1930 | 1930                                                  |                                                       | 373                                                   |                                                       |
| 1940 | 1940                                                  |                                                       | 336                                                   |                                                       |
| 1950 | 1950                                                  |                                                       | 261                                                   |                                                       |
| 1960 | 1960                                                  |                                                       | 238                                                   |                                                       |
| 1970 | 1970                                                  |                                                       | 176                                                   |                                                       |
| 1980 | 1980                                                  |                                                       | 140                                                   |                                                       |
| 1990 | 1990                                                  |                                                       | 152                                                   |                                                       |
| Anm: Källor: Umeå universitet - Tabellverket 1749-1859, Demografiska databasen, CEDAR, Umeå universitet. |                                                       |                                                       |                                                       |                                                       |